# Serodiscordancia
La serodiscordancia es un término médico que se utiliza para describir a una pareja en la que uno de los miembros vive con el VIH y el otro no. Se refiere a una situación en una pareja donde uno de los integrantes es VIH positivo y el otro es VIH negativo. Este estado es relevante para comprender la dinámica de la transmisión del VIH dentro de las relaciones íntimas.

## Etimología
- "Sero" proviene de “serología”, que se refiere al análisis de sangre para detectar la presencia de anticuerpos contra el VIH.[2]
- "Discordancia" indica que los resultados de serología de la pareja no coinciden: uno es seropositivo (tiene VIH) y el otro es seronegativo (no tiene VIH).[3]

## Importancia clínica y social
Las parejas serodiscordantes son relevantes en el ámbito de la salud pública y la medicina preventiva porque:
- Existe riesgo de transmisión sexual del VIH.[4]
- Son candidatas clave para estrategias como:
  - Terapia antirretroviral (TARV) en la persona con VIH (lo que puede llevar a una carga viral indetectable y, por tanto, no transmisible: "Indetectable = Intransmisible" o I=I).
  - Profilaxis pre-exposición (PrEP) para la persona VIH negativa.
  - Uso de preservativo (condón) para la prevención de la transmisión.

### Desafíos
Manejar la intimidad emocional y sexual en relaciones serodiscordantes puede ser complejo debido a la preocupación por la transmisión del VIH. Esta complejidad puede generar un aumento en el riesgo de violencia de pareja, especialmente hacia las mujeres dentro de estas uniones.
Comprensión comunitaria: En contextos rurales, persisten conceptos erróneos sobre el VIH y la serodiscordancia, lo que con frecuencia conduce a la estigmatización y la desconfianza hacia los servicios médicos. Esto puede obstaculizar los esfuerzos de prevención y tratamiento eficaces

## Importancia Epidemiológica
Las parejas serodiscordantes son reconocidas como una población clave con potencial de transmisión del VIH. Los estudios indican que aproximadamente el 35.2% de las parejas pueden ser serodiscordantes, con una mayor prevalencia de parejas hombre positivo/mujer negativa (H+ M−) en comparación con mujer positiva/hombre negativo (M+ H−).